# High (Flotsam and Jetsam)
High è il sesto album in studio del gruppo musicale statunitense Flotsam and Jetsam, pubblicato nel 1997 dalla Metal Blade Records.

## Tracce
1. Final Step - 6:40
2. Hallucinational - 3:16
3. It's On Me - 3:24
4. High Noon - 5:19
5. Your Hands - 3:28
6. Monster - 3:41
7. Lucky Day - 4:53
8. Toast - 2:56
9. High - 3:31
10. Everything - 6:02
11. Forkboy - 3:54 (cover Lard)

## Formazione
- Eric A.K. - voce
- Edward Carlson - chitarra
- Jason Ward - basso
- Kelly David-Smith - batteria
- Michael Gilbert - chitarra